# Place Olympe-de-Gouges
Place Olympe-de-Gouges je náměstí v Paříži ve 3. obvodu.

## Umístění
Náměstí tvoří křižovatku ulic Rue Béranger, Rue de Franche-Comté, Rue Charlot a Rue de Turenne. Uprostřed náměstí je malý kruhový objezd, v jehož středu je vysazen strom. U jednoho z domů se nachází Boucheratova fontána.

## Historie
Náměstí bylo vytvořeno vyhláškou z 18. září 2003 a bylo slavnostně odhaleno 6. března 2004 na počest Olympe de Gouges (1748–1793), francouzské spisovatelky a průkopnice feminismu popravené za Velké francouzské revoluce.